# Aparato estomatognático

## Hacia una redefinición anatómico-funcional del sistema estomatognático: una visión integrada y contemporánea.
Autor: Marco Antonio Carrión Santos, Cirujano Bucal y Maxilofacial, Magíster en Educación y Docencia Universitaria, Director de la Academia Internacional de Estética Buco Maxilofacial (AIEBM)
Resumen: El sistema estomatognático ha sido tradicionalmente descrito como el conjunto de estructuras localizadas en la cavidad bucal y sus alrededores, responsables de funciones como la masticación, la deglución, la fonación y la respiración. Sin embargo, investigaciones acumuladas desde hace más de una década y la experiencia clínica contemporánea sugieren una visión más amplia, que integra aspectos biomecánicos, posturales y neuromusculares que exceden los límites anatómicos clásicos. Este artículo propone una redefinición del sistema estomatognático basada en la evidencia anatómica y funcional actualizada, incluyendo los aportes de Manns, Mizraji y otros autores clave, así como el respaldo normativo vigente en Perú.
Abstract: This article redefines the stomatognathic system as an intersystem morphofunctional unit located in the cranio-cervico-facial region. Based on scientific, biomechanical, and legal evidence (Law No. 32210 of Peru), it proposes expanding its classical anatomical boundaries to include the shoulder girdle and cervical stabilizing muscles. This contemporary vision integrates anatomical, therapeutic, and educational foundations, positioning the dental surgeon as the main provider of comprehensive care for the system.
Introducción: Desde su primera descripción funcional en la literatura por Thompson en 1954 [2], el sistema estomatognático ha sido objeto de revisiones progresivas que han ampliado su comprensión. Inicialmente centrado en los dientes, maxilares y estructuras bucales inmediatas, hoy se reconoce como un sistema que participa en funciones complejas interrelacionadas con el control postural, la biomecánica cráneo-cervical y la integración terapéutica interdisciplinaria [1,3,4].
Fundamento legal y profesional: En el contexto peruano, la Ley Nº 32210, que modifica la Ley 27878 del trabajo del cirujano dentista, otorga al profesional la responsabilidad integral del cuidado del sistema estomatognático. El artículo 3 reconoce que al cirujano dentista le compete el cuidado de la salud del sistema estomatognático dentro del contexto integral de la salud. Por su parte, el artículo 4 establece que su trabajo es una práctica médica sustentada en el ejercicio del acto médico en odontoestomatología, con responsabilidad ética, moral y legal, respaldada por la Ley General de Salud (Ley 26842).
Definición y delimitación anatómica funcional del sistema estomatognático: El sistema estomatognático es una unidad morfofuncional compleja localizada en el territorio cráneo-cérvico-facial, integrada por estructuras óseas, musculares, articulares, cartilaginosas, vasculares, glandulares, neurológicas y tejidos blandos que actúan coordinadamente para permitir funciones esenciales como la masticación, la deglución, la fonación, la respiración, la expresión facial y el mantenimiento de la postura mandibular y cefálica.
·        Límite superior: el punto craneométrico vértex, que asegura la inclusión del músculo occipitofrontal, la fascia epicraneal y estructuras vinculadas a la mímica facial y la biomecánica craneal.
·        Límite inferior: corresponde anatómica y funcionalmente a la región de la cintura escapular, incluyendo las clavículas y las articulaciones esternoclaviculares, que sirven como base de fijación y anclaje biomecánico de diversos músculos que influyen en la postura cervical y la dinámica mandibular. Entre estos destacan los músculos infrahioideos y suprahioideos, directamente implicados en funciones como la deglución, la fonación y el descenso mandibular; el esternocleidomastoideo, que estabiliza la cabeza y participa en la modulación postural cráneo-cervical; y el trapecio superior, que contribuye a la alineación y estabilidad del eje cervical. Esta red musculoesquelética, al activarse de manera sinérgica, permite un soporte funcional esencial para el movimiento mandibular armónico y la coordinación neuromotora global del sistema estomatognático, lo que justifica su inclusión en la delimitación inferior del sistema [12].
·        Límites laterales y anteroposteriores: variables, determinados funcionalmente por la interacción de estructuras neuromusculares y redes fasciales.
Esta concepción ampliada, propuesta por Manns y Mizraji, reconoce que la biomecánica del movimiento cefálico y cervical es inseparable de la actividad estomatognática. La inclusión de músculos posturales y estabilizadores cervicales, tradicionalmente excluidos, se justifica clínicamente por su participación activa en funciones esenciales del sistema.
Desarrollo histórico y respaldo académico: Desde Thompson [2], pasando por los trabajos de Manns [3,4] y Mizraji [5], se evidencia una evolución en la conceptualización del sistema estomatognático. Las primeras referencias lo consideraban un conjunto limitado a estructuras bucales, pero con el tiempo se ha reconocido su carácter intersistémico. Mizraji et al. [5] incluso proponen un límite inferior funcional extendido hasta la cintura escapular, al incluir músculos de fijación y estabilización necesarios para funciones como la deglución y la postura mandibular.
Barreto [7] y Chiavaro [3] refuerzan esta visión al destacar la relación del sistema estomatognático con el esquema corporal y la organización neuromotora. Esta comprensión permite un abordaje más eficaz y coherente en áreas como la rehabilitación oral, la ortodoncia, la ortopedia de los maxilares y la cirugía y traumatología buco maxilofacial.
Justificación clínica y terapéutica: El sistema estomatognático se diferencia de otros sistemas anatómicos por su configuración funcional distribuida y su relación biomecánica a distancia. No depende exclusivamente de la cercanía anatómica entre sus componentes, sino de su conexión funcional y terapéutica. Esta visión integradora es clave en el manejo de patologías funcionales, posturales y estéticas desde enfoques multidisciplinarios como la cirugía y traumatología buco maxilofacial, la fisioterapia craneocervical, la rehabilitación neuromuscular y la neuro odontología.
Conclusiones: La redefinición del sistema estomatognático como un sistema anatómico-funcional extendido desde el vértex hasta la cintura escapular, con límites dinámicos y estructuralmente integrados, permite una comprensión más precisa y una mejor aplicación clínica. El respaldo normativo nacional fortalece esta postura, consolidando el rol del cirujano dentista como especialista en el cuidado integral de este sistema. Esta perspectiva moderna debe integrarse en la formación profesional, el ejercicio clínico y la investigación aplicada en ciencias de la salud.
Referencias Bibliográficas:
1.   Mizraji M, Bianchi R, Manns A. Sistema estomatognático. Actas Odontol. 2012;9(2):35–47.
2.   Thompson R. Concepts regarding function of the stomatognathic system. J Am Dent Assoc. 1954;48(6):626–637.
3.   Chiavaro N. Funciones y disfunciones estomatognáticas. [Internet]. Disponible en: https://normachiavaro.com/wp-content/uploads/Libro-Funciones-y-disfunciones-estomatogn%C3%A1ticas.pdf
4.   Manns A. Sistema Estomatognático: Fundamentos Clínicos de Fisiología y Patología Funcional. 2a ed. Santiago: Amolca; 2013.
5.   Mizraji M, Bianchi R, Manns A. Sistema estomatognático. [Internet]. Academia.edu. Disponible en: https://www.academia.edu/101984303/Sistema_estomatogn%C3%A1tico
6.   Sistema Estomatognático: Fundamentos Clínicos de Fisiología y Patología Funcional. [Internet]. Amolca. Disponible en: https://amolca.com/libro/sistema-estomatognatico
7.   Barreto JF. Sistema estomatognático y esquema corporal. Rev Colomb Med. 1999;30(4):173–180.
8.   Facultad de Estudios Superiores Zaragoza - UNAM. [Internet]. Disponible en: https://ru.dgb.unam.mx/bitstream/20.500.14330/TES01000641433/3/0641433_A1.pdf
9.   Sistema estomatognático. [Internet]. Scribd. Disponible en: https://es.scribd.com/document/488122712/COMPONENTES-DEL-SISTEMA-ESTOMATOGNATICO-INFORME-docx
10. Sistema estomatognático. [Internet]. Wikipedia. Disponible en: https://es.wikipedia.org/wiki/Aparato_estomatogn%C3%A1tico
11. Congreso de la República del Perú. Ley N.º 32210 que modifica la Ley 27878, Ley del trabajo del cirujano dentista, para ampliar y precisar los derechos que regula. Diario Oficial El Peruano. Lima; 2024 Abr 15.
12. Olivo SA, Bravo-Sánchez A, Mínguez-Carrasco C, et al. Electromyographic activity of cervical muscles in individuals with and without temporomandibular disorders: A systematic review. J Oral Rehabil. 2020;47(8):1043–1056. doi:10.1111/joor.12996